# Sornay (Alta Saona)
Sornay è un comune francese di 309 abitanti situato nel dipartimento dell'Alta Saona nella regione della Borgogna-Franca Contea.

## Società

### Evoluzione demografica
Abitanti censiti